# Agdistis picardi
Agdistis picardi là một loài bướm đêm thuộc họ Pterophoridae. Nó được tìm thấy ở Madagascar.